# Vasili Kalinnikov
Vasili Sergejevitsj Kalinnikov (Russisch: Василий Сергеевич Калинников) (Vojny, Oblast Orjol, 13 januari 1866 – Jalta, 11 januari 1901) was een Russische componist en fagottist.

## Levensloop
Kalinnikov was de zoon van een politieagent en verkeerde tijdens zijn jeugd in armoedige omstandigheden. Vanaf 1879 ging hij op het theologisch seminarie in Orjol, waar hij al spoedig een koor leidde. Vanaf 1884 studeerde hij aan het conservatorium van Moskou. Zijn studie moest hij om financiële redenen afbreken. Een studiebeurs maakte het voor hem mogelijk dat hij vanaf 1885 de vakken compositie en fagot aan de school van het Filharmonisch gezelschap te Moskou kon gaan studeren. Zijn leraren daar waren Aleksandr Iljinski en Pavel Blaramberg. Hij studeerde er in 1892 af. Hij speelde fagot, pauken en viool in verschillende orkesten.
Op advies van Pjotr Iljitsj Tsjaikovski werd Kalinnikov in 1892 dirigent aan het Malytheater en een jaar later tweede dirigent aan het Italiaanse Theater in Moskou. Als gevolg van de armoede in zijn jeugd kreeg hij tuberculose. Hij moest zijn werkzaamheden in Moskou afbreken en vertrok naar Jalta in het warmere klimaat van de Krim. Hier schreef hij zijn twee symfonieën en de gelegenheidsmuziek voor Tsaar Boris van Aleksej Konstantinovitsj Tolstoj. Hij leefde van een klein pensioen van het Filharmonisch gezelschap. Tegen het einde van zijn leven werd zijn financiële situatie even beter, omdat hij door de hulp en inzet van Sergej Rachmaninov drie liederen en later zijn symfonieën bij de muziekuitgever van Tsjaikovski, Pjotr Jurgensen, kon publiceren.

## Stijl
Kalinnikovs compositiestijl wordt gekarakteriseerd door de nationaal Russische beweging; vele van zijn thema's hebben uitgesproken folklore-achtige kenmerken. Maar ook als Pjotr Iljitsj Tsjajkovski en Aleksander Borodin als voorbeelden herkenbaar zijn, ontwikkelde Kalinnikov toch een eigen toontaal. Zijn relatieve bekendheid komt vooral door zijn 1e symfonie, die karakteristiek is voor de Russische muziek. In de 1e beweging verwerkt hij twee Russische thema's en qua stijl is er ook een beetje Debussy te herkennen.

## Composities

### Werken voor orkest

#### Symfonieën
- 1894-1895 Symfonie Nr. 1 in g-klein
  1. Allegro moderato
  2. Andante commodamente
  3. Scherzo- Allegro non troppo - Moderato assai
  4. Finale- allegro moderato
- 1895-1897 Symfonie Nr. 2 in A groot
  1. Moderato - Allegro non troppo
  2. Andante cantabile
  3. Allegro scherzando - Moderato assai - Allegro scherzando
  4. Andante cantabile

#### Andere werken voor orkest
- 1889 Fuge in d klein
- 1889 De nymfen (Нимфы), symfonisch tafereel naar Ivan Turgenev
- 1891 Serenade, voor strijkorkest
- 1891-1892 Suite in D groot, voor orkest
  1. Andante
  2. Allegro scherzando
  3. Adagio
  4. Allegro moderato
- 1892 увертюра Былина (Bylina), ouverture voor orkest
- 1894 Ouverture in d klein, voor orkest
- 1896 Intermezzo Nr. 1 in fis klein, voor orkest
- 1897 Intermezzo Nr. 2 in G groot, voor orkest
- 1897-1898 Ceder en Palm (Кедр и пальма), symfonisch tafereel naar Heinrich Heine

### Cantates en gewijde muziek
- 1885 Херувимская песнь № 1 (Cherubijn hymne Nr. 1), voor gemengd koor en piano
- 1886 Херувимская песнь № 2 (Cherubijn hymne Nr. 2), voor gemengd koor en piano
- 1889 двойная фуга Christe Eleison, voor gemengd koor
- 1889 God, onze heer, voor gemengd koor
- 1890 Иоанн Дамаскин (Johannes van Damaskus), cantate voor solisten, gemengd koor en orkest - tekst: Aleksej Konstantinovitsj Tolstoj

### Muziektheater

#### Opera's
| Voltooid in | titel                             | aktes               | première                                                                                 | libretto       |
| ----------- | --------------------------------- | ------------------- | ---------------------------------------------------------------------------------------- | -------------- |
| 1894        | Prinses Mara of Kaschtschejs dood |                     | onvoltooid, uitsluitend 89 maaten                                                        | K.M. Fofanov   |
| 1899-1900   | В 1812 году (In het jaar 1812)    | 3 aktes met proloog | onvoltooid; Proloog 28 november 1899, Moskou, Mamontov opera in het Solodovnikov-Theater | Savva Mamontov |

#### Toneelmuziek
- 1899 Царь Борис (Tsaar Boris), incidentele muziek voor het schouwspel van Aleksej Konstantinovitsj Tolstoj
  1. Overture: Moderato assai - Allegro
  2. Entr'acte voor de 2e akte: Andante con moto
  3. Entr'acte voor de 3e akte
  4. Entr'acte voor de 4e akte: Andante
  5. Entr'acte voor de 5e akte: Allegro

### Werken voor koren
- 1887 Горные вершины (Op de top van de bergen), voor gemengd koor
- 1901 Над морем красавица дева сидит (De nimf), voor vrouwenstemmen en orkest - tekst: Michail Joerjevitsj Lermontov

### Vocale muziek
- 1887 Когда жизнь гнетут страданья и муки (Als het leven door ziekte moeilijker werd), voor zangstem en piano - tekst: Jevgenij Dmitrijevitsj Polivanov
- 1887 На чудное плечико милой (Aan jouw kleine schouder), voor zangstem en piano - tekst: Heinrich Heine
- 1887 На старом кургане (Op de oude grafheuvel), voor zangstem en piano - tekst: Nikitin
- 1894 Нам звёзды кроткие мерцали (De vriendelijke sterren schijnen over ons), voor zangstem en piano - tekst: A. N. Pleshtsjejev
- 1894 Был старый король (Daar was een oude Koning), voor zangstem en piano - tekst: Heinrich Heine
- 1900 Молитва (Gebed), voor zangstem en piano - tekst: A. N. Pleshtsjejev
- 1900 Колокола (klokken), voor zangstem en piano
- 1900 Не спрашивай, зачем (Vraag mij niet, waarom ik in geheugen moet lachen), voor zangstem en piano - tekst: Aleksandr Sergejevitsj Poesjkin

### Werken voor piano
- 1888-1889 Scherzo in F groot
- 1892-1893 Chanson triste (Грустная песенка) in g klein
- 1892-1893 Nocturne in fis klein
- 1894 Élégie in bes klein
- 1894 Menuet in E groot
- 1894 Russisch Intermezzo in f klein
- 1894 Wals in A groot
- 1894 Ouvertüre d klein, voor piano vierhandig (uitsluitend schetsen)
- Moderato in es klein
- Polonaise in Bes groot (over een thema uit de Symfonie Nr.1), voor piano vierhandig